# Amphinome rostrata
Amphinome rostrata är en ringmaskart som först beskrevs av Johan Gustaf Hjalmar Kinberg 1867.  Amphinome rostrata ingår i släktet Amphinome och familjen Amphinomidae. Arten har ej påträffats i Sverige. Inga underarter finns listade i Catalogue of Life.